# Parc provincial Joffre Lakes
Le parc provincial Joffre Lakes (anglais : Joffre Lakes Provincial Park) est situé dans la province de Colombie-Britannique au Canada, à proximité de la commune de Pemberton. Créé en 1988, il regroupe les trois lacs glaciaires Joffre (Upper, Middle, et Lower), ainsi que plusieurs sommets. Son point culminant est le mont Matier, à 2 783 m. La couleur turquoise de ses lacs, ainsi que ses paysages et sa relative proximité avec Whistler et Vancouver, en font une destination prisée pour la randonnée, l'alpinisme, l'escalade, le camping en été, le ski de randonnée et la randonnée en raquettes en hiver.

## Toponymie
Le nom du parc provient des trois lacs Joffre, eux-mêmes étant un élargissement du ruisseau Joffre. Quant au nom du ruisseau, il a été donné en 1930 en l'honneur du maréchal français Joseph Joffre.

## Histoire
Le parc se situe sur le territoire historique des Nations Lil'wat et N'Quatqua.
En 2017, près de 120 000 personnes ont visité le parc.

## Accès
Le parc est accessible par l'autoroute provinciale 99 qui relie Vancouver à Lillooet. La popularité du parc a créé des problèmes de stationnement, obligeant BC Parks à prendre des mesures en 2019, dont un agrandissement des parkings, la mise en place d'une navette à partir du Duffey Lake Park, et l'interdiction de stationnement le long de l'autoroute 99.

## Chemins de randonnée
Le principal chemin de randonnée (Joffre Lakes Trail) débute au niveau du lac Lower, rejoint le lac Middle et enfin le lac Upper au pied du glacier Matier, pour une distance aller-retour de 10 km, une élévation totale de 370 m, et environ quatre heures de marche.
Depuis le lac supérieur, plusieurs chemins plus ardus offrent des points de vue sur les différents glaciers, ou permettent d'atteindre l'un des sommets du parc.

## Faune et flore
Le parc accueille une large faune, dont le cerf mulet, l'ours noir, le grizzli, la chèvre des montagnes Rocheuses, l'ochotona, la marmotte et la truite arc-en-ciel.

## Galerie

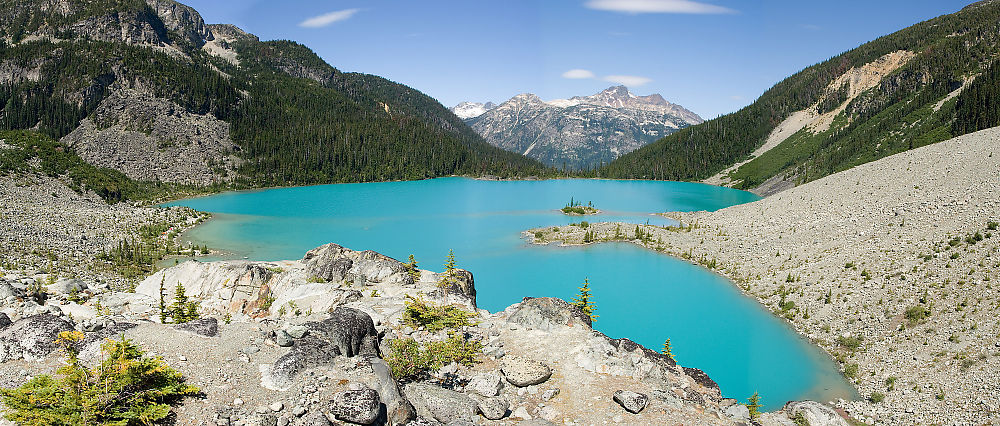
Lac supérieur (Upper).
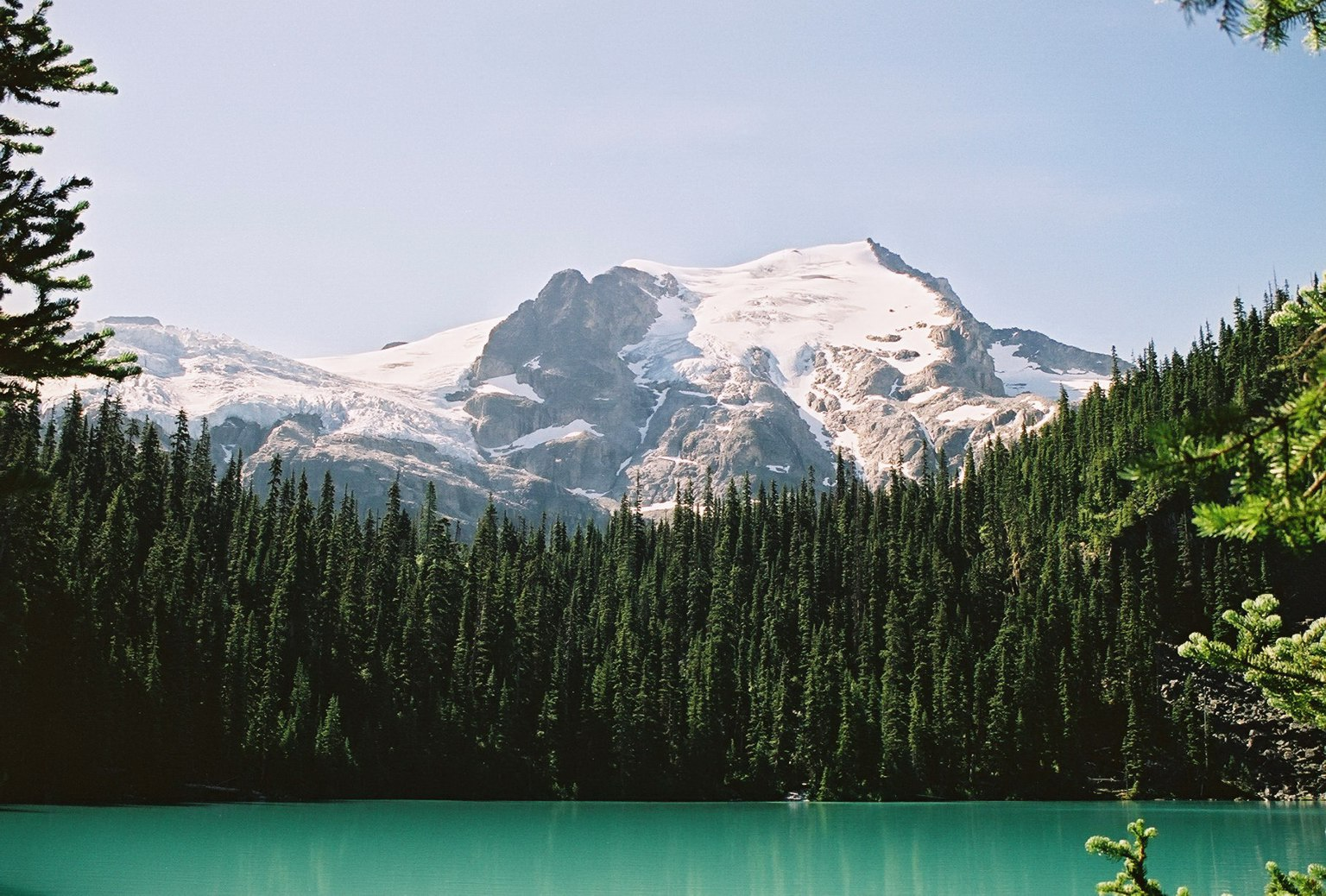
Lac inférieur (Lower).
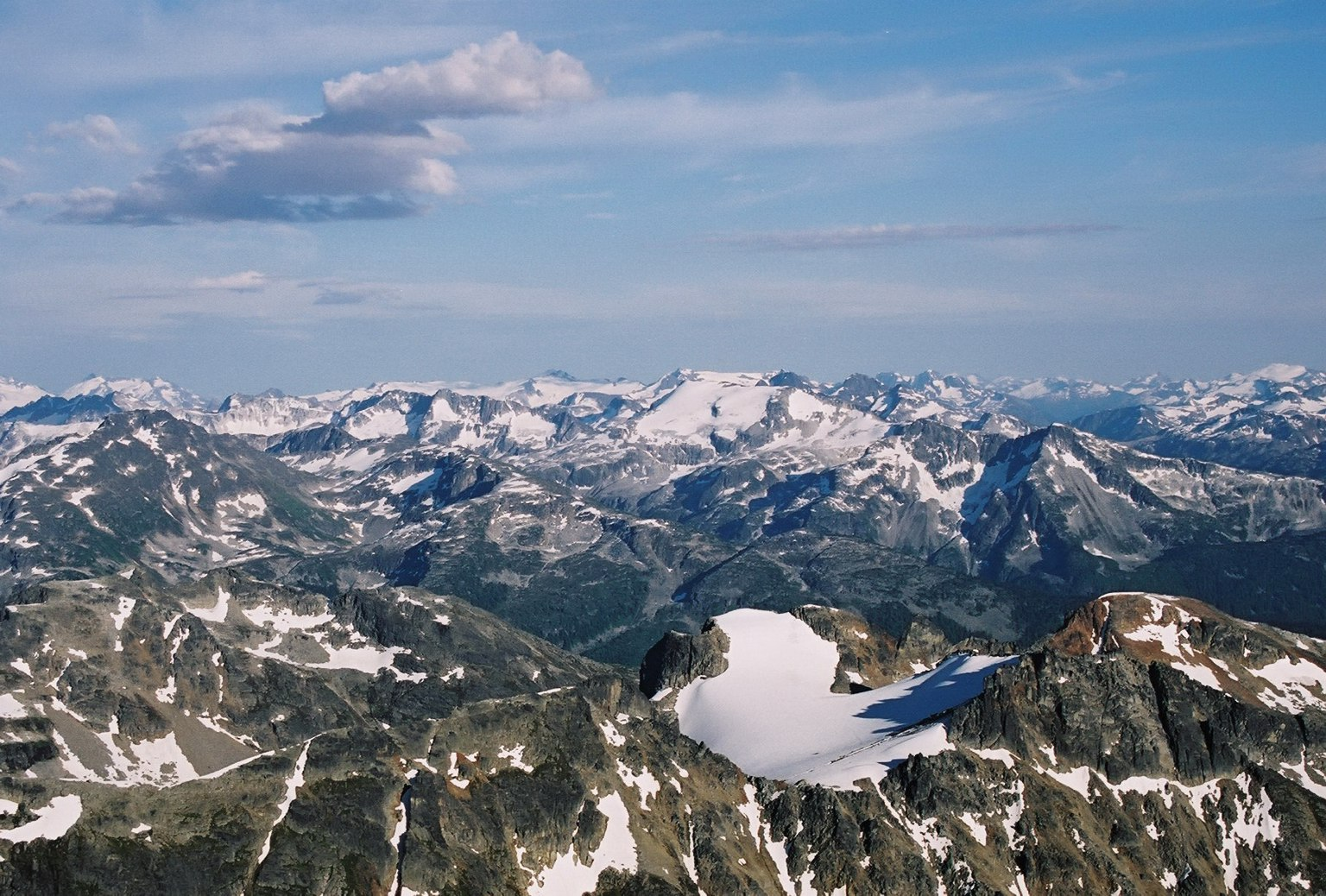
Vue sud-est depuis le mont Slalok.
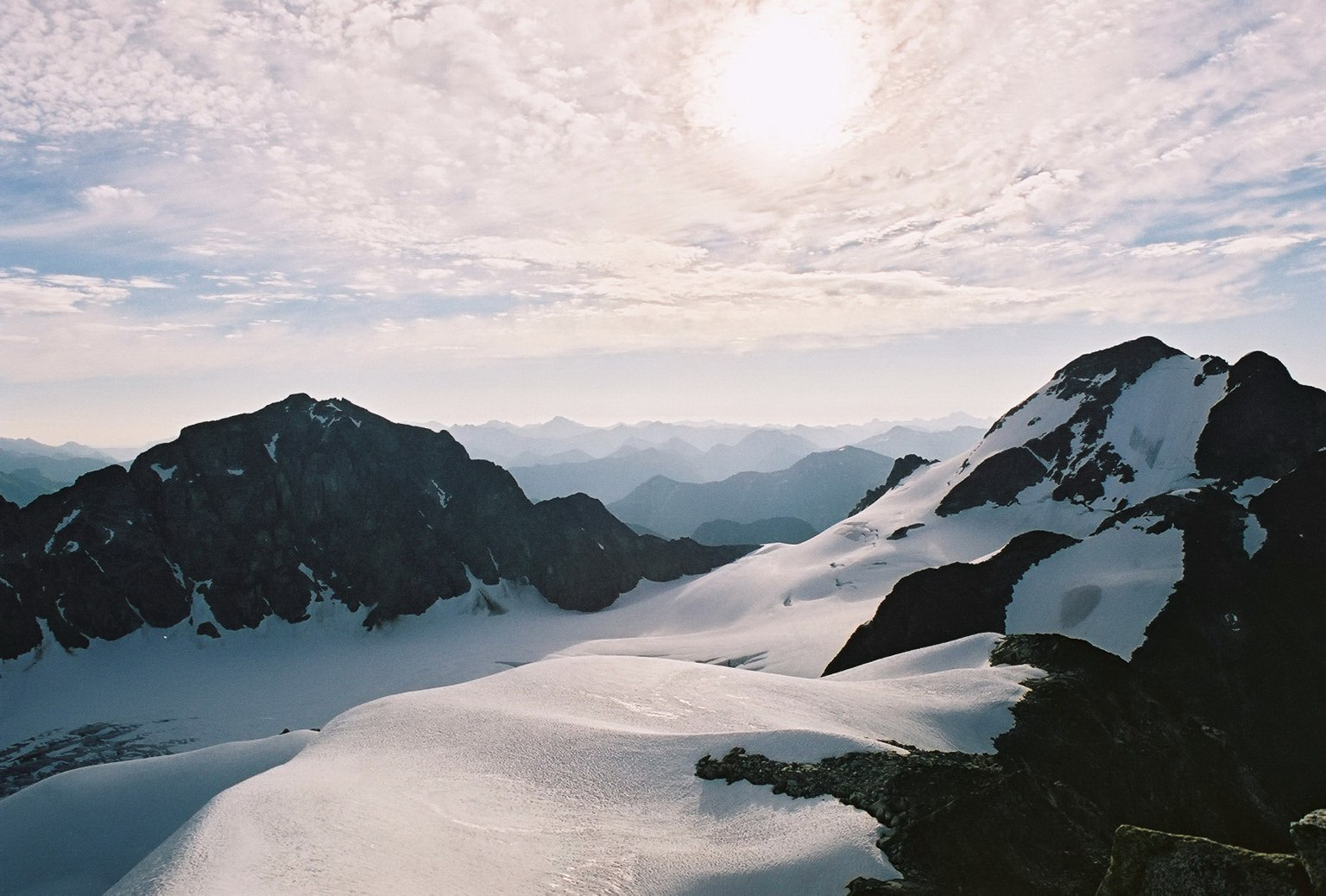
Glacier surplombé par le mont Matier (droite) et le mont Joffre (gauche).
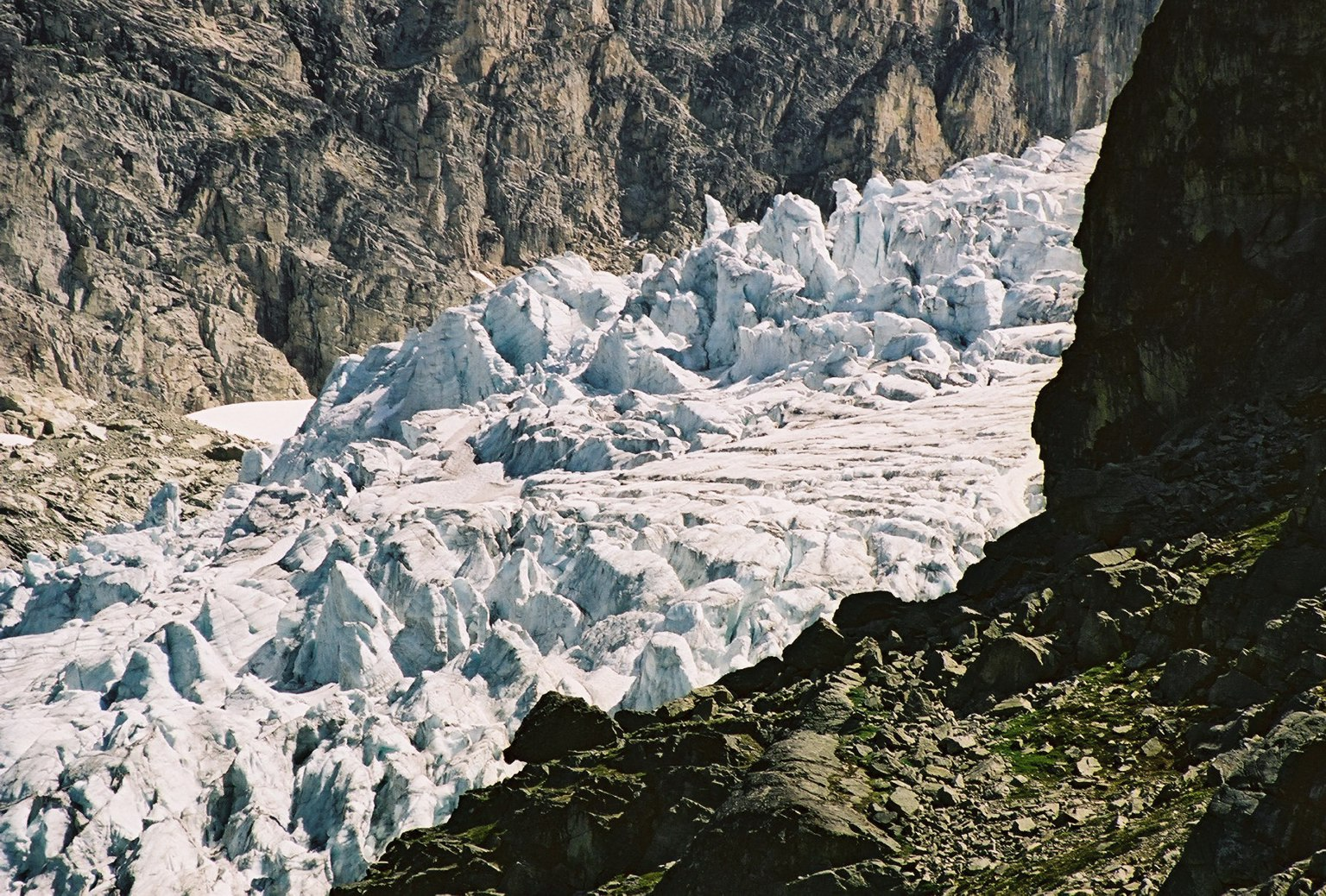
Sur les pentes nord du mont Slalok.
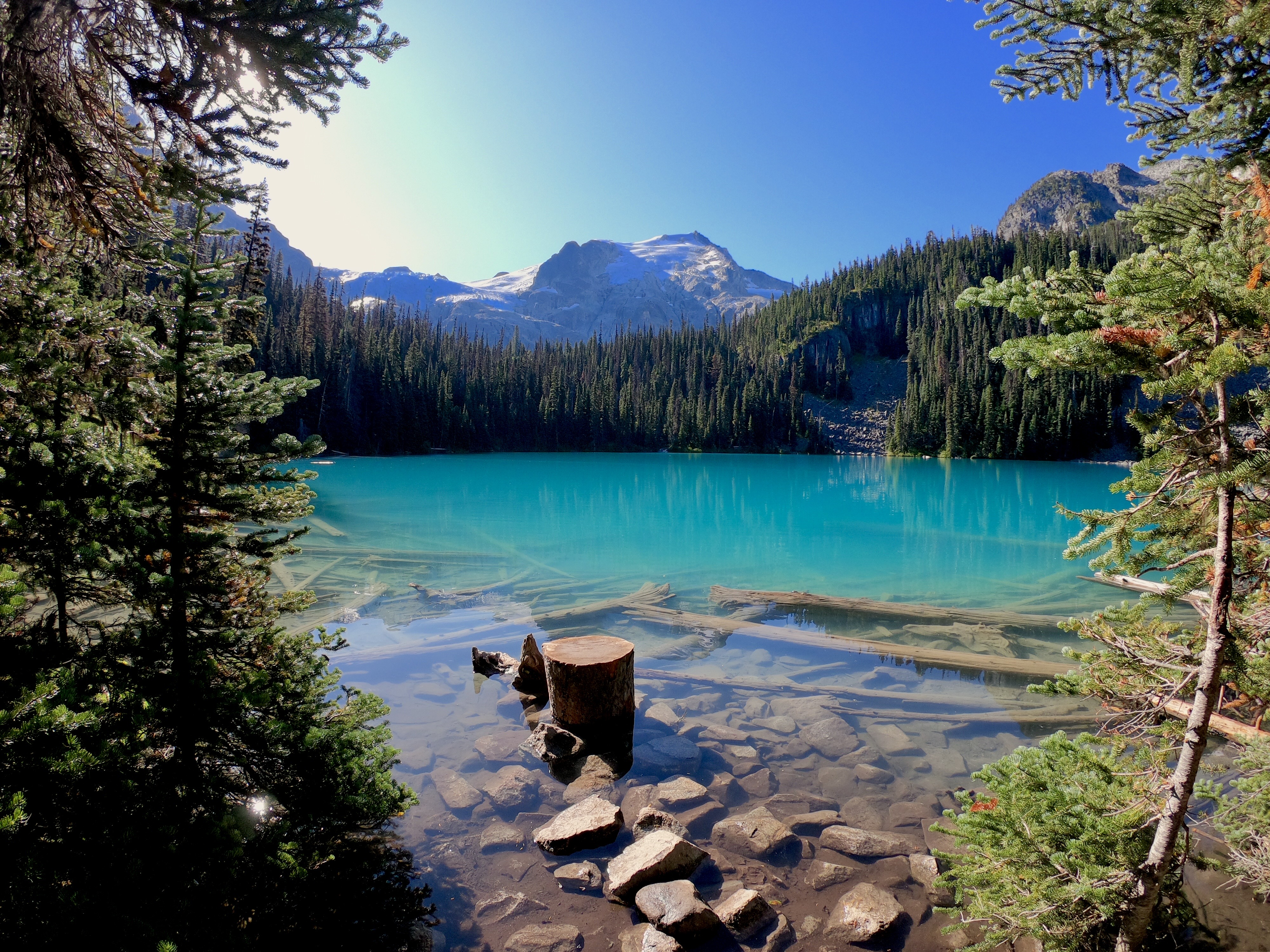
Lac Middle.